# اسکاتستون، کبک
اسکاتستون (به فرانسوی: Scotstown) شهرکی در منطقه شهری لواو-سن-فرانسوا ناحیه استری در استان کبک کانادا است. در سرشماری سال ۲۰۱۱ این شهرک ۶۵۴ نفر جمعیت داشته‌است و مساحت آن ۱۲٫۴ کیلومتر مربع است.